# Rue de Noisiel
La rue de Noisiel est une voie publique du 16e arrondissement de Paris, en France.

## Situation et accès
La rue de Noisiel est une voie publique située dans le 16e arrondissement de Paris se trouvant au sein du quartier résidentiel de très haut standing dit « quartier de la Porte-Dauphine ». Elle débute au 41, rue Émile-Menier et se termine rue Charles-Lamoureux.

## Origine du nom
Elle porte le nom de la ville de Noisiel, en Seine-et-Marne, où était située la fabrique de chocolat de Jean-Antoine Menier, créée en 1825, qui était propriétaire des terrains sur lesquels elle a été ouverte.

## Historique
Cette voie est ouverte sous sa dénomination actuelle en 1903 et classée dans la voirie parisienne par un décret du 1er février 1913.

## Bâtiments remarquables et lieux de mémoire
- No 3 : ancien hôtel particulier construit en 1906 par l’architecte Louis Parent pour le compte de Raphaël-Georges Lévy (1853-1933), homme politique et économiste, sur un terrain ayant appartenu, à l’origine, au chocolatier Émile-Justin Menier. Pendant la Première Guerre mondiale, R.-G. Lévy transforme son hôtel en hôpital militaire. À sa mort, en 1933, la famille met l’hôtel en vente, qui est racheté trois ans plus tard par l’État portugais au prix de 2 400 000 francs[1]. C’est aujourd’hui l'ambassade du Portugal[2],[3]. Le 10 décembre 1975, une bombe explose devant les locaux de l’ambassade, occasionnant d’importants dégâts[4].